# Конструктивний капітал

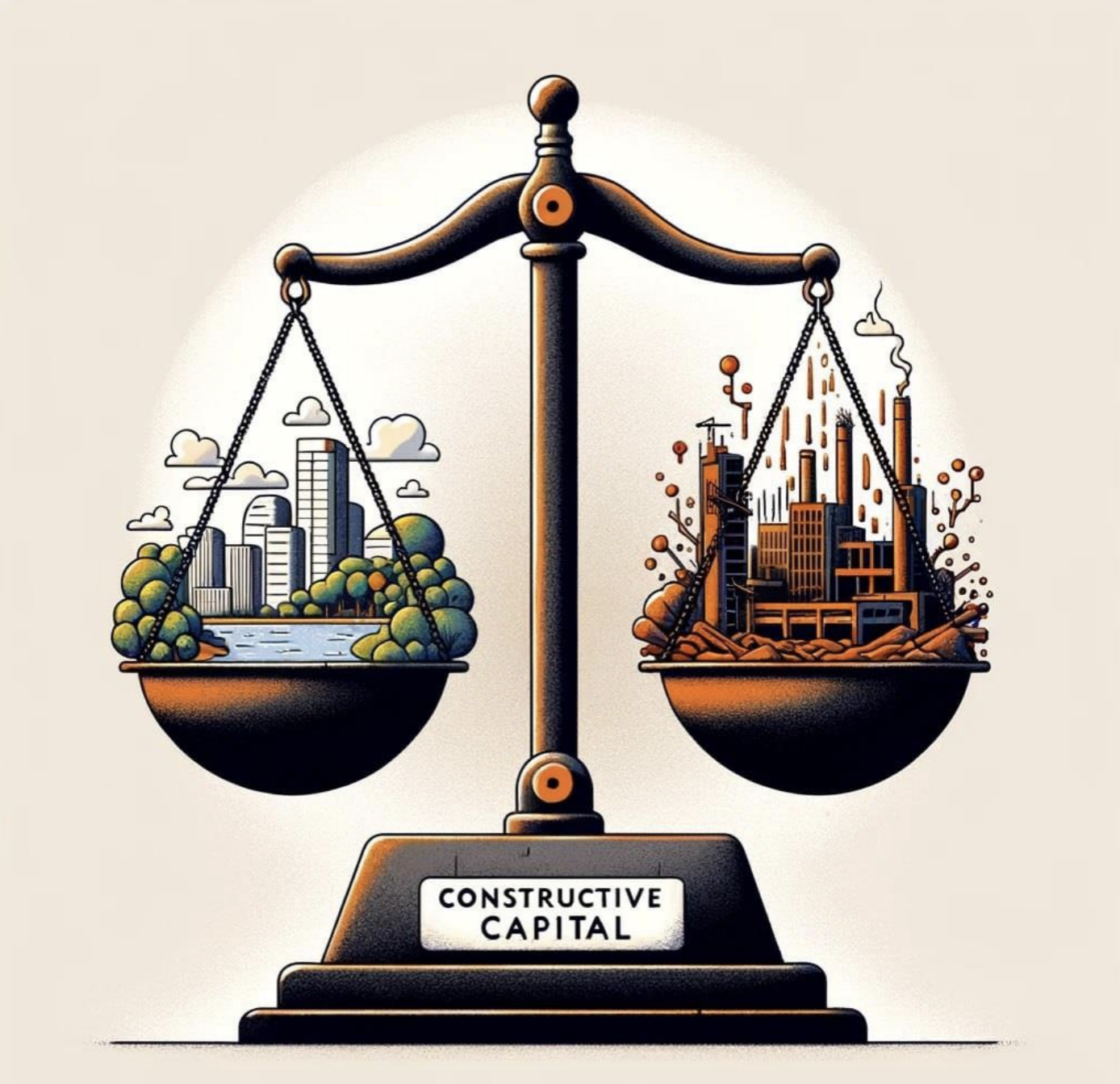
"The difference between Constructive and Corrosive capital is morality"

Конструктивний капітал представляє добре керовані інвестиційні потоки, які слугують прозорим, ринково орієнтованим та підзвітним цілям як у джерелах фінансування, так і в місцях призначення.
Концепція конструктивного капіталу була розроблена Центром міжнародного приватного підприємництва(CIPE) на противагу корозійному капіталу, який є протилежним поняттям.
Корозійний капітал представляє непрозорі потоки капіталу, позбавлені ринкової орієнтації, з мотивами використання прогалин в управлінні для впливу на економічний, політичний та соціальний розвиток країн-реципієнтів.
Основа концепції конструктивного капіталу була опрацьована в праці «Рамкова концепція конструктивного капіталу»(англ. A Framework for Constructive Capital, 2022).

## Сутність терміна
Зростання частки конструктивного капіталу сприяє розвитку ринків та верховенства права, збільшує прозорість та покращує управління, залишаючи за урядом відповідальність за забезпечення рівних умов для приватного сектору. Такі переваги часто є позитивними зовнішніми ефектами суто ринкових інвестицій, спрямованих на підприємства та місцеві ринки. Це сприяє сталому та справедливому економічному зростанню. Разом вони можуть збільшити прибутки та розширити можливості для бізнесу в майбутньому. Конструктивний капітал може започаткувати цикл інвестицій та покращення бізнес-середовища. Це додатково підтримує розвиток здорових ринкових інститутів та належного врядування. Особи, які приймають рішення, зі зростанням глобальних стандартів ведення бізнесу дедалі неохочіше інвестують у менш відкриті ринки.
Ключовим рушієм зусиль, спрямованих на підтримку конструктивного капіталу, є необхідність стримувати корозійний капітал. Широкий вплив корозійного капіталу може призвести до подальшого погіршення умов, які підтримують конструктивний капітал. Сучасні кризи, такі як COVID-19 та повномасштабне російське вторгнення в Україну, спроможні загострити такі проблеми в сфері доброчесності та боротьби з корупцією.

## Основні засади
CIPE при розробці концепції конструктивного капіталу виходили з шести основних принципів, відповідність яким дає можливість визначити капітал як конструктивний. Ці засади можуть допомогти підтримати структурну цілісність демократії та ринкових відносин.

#### Позитивний мир
Мир є запорукою безпеки та процвітання людства. ООН вважає життєво важливу роль миру головним досягненням, в тому числі в контексті Цілей Сталого Розвитку, підкреслюючи зв'язок зі справедливими та інклюзивними суспільствами.
Така назва принципу повʼязана з дослідженням Інституту економіки та миру, а саме «Positive Peace Report 2022».
В цьому дослідженні визначаються вісім стовпів позитивного миру, які можуть слугувати зміцненню умов для конструктивного капіталу:
- добре функціонуючий уряд;
- надійне бізнес-середовище;
- визнання прав інших;
- добрі відносини з сусідами;
- вільний потік інформації;
- високий рівень людського капіталу;
- низький рівень корупції;
- справедливий розподіл ресурсів.

Ця засада уособлює стабільність і процвітання, а також допомагає зрозуміти бізнес-клімат та інвестиційні рішення. Вона є критичною в сучасному світі, особливо в умовах повномасштабної війни Росії проти України та наростаючої напруженості та невизначеності на світовому ландшафті.

#### Верховенство права
Верховенство права є ще одним суттєвим компонентом сталого суспільства. Будучи багатостороннім принципом належного врядування, воно допомагає підтримувати політичні та економічні умови для конструктивного капіталу. Існує кілька взаємопов'язаних аспектів верховенства права:
- Інвестиційні потоки: для інвесторів важливими є такі елементи верховенства права, як чесність, стабільність і прозорість у прийнятті рішень щодо прямих іноземних інвестицій (ПІІ) та аналізу ризиків;
- Корпоративна відповідальність: не менш важливим є фактор власної відповідальності приватного сектору, який сприяє верховенству права, діючи відповідально через підтримку добровільних кодексів, багатосторонніх керівних принципів та колективних галузевих ініціатив; прикладом таких ініціатив є «Рамкова програма для бізнесу та верховенства права ООН»[5];
- Економічна інклюзія та доступ до правосуддя: верховенство права допомагає гарантувати, що вигоди від інвестиційних потоків та ділової активності поширюються на широкі верстви населення та сприяють розширенню правових можливостей жінок, вразливих груп населення тощо;
- Сталий розвиток: верховенство права, як і демократія та належне врядування, має важливе значення для сталого розвитку, в тому числі сталого та інклюзивного економічного зростання, як було підтверджено на Конференції Ріо+20. Крім того, мета: "Сприяння верховенству права та забезпечення рівного доступу до правосуддя" була оцінена як Ціль сталого розвитку 16.3 "Мир, справедливість та сильні інституції".

#### Підзвітні інституції
Доброчесність, у тому числі прозорість у прийнятті рішень, є однією з головних ознак підзвітних інституцій. Вони сприяють інклюзивності, забезпечуючи рівний доступ людей до економічних можливостей та державних послуг. Організація економічного співробітництва та розвитку пропонує певні рекомендації щодо стратегії публічної доброчесності, яка має три складові: система, культура та підзвітність. ОЕСР також підкреслює, що довіра є "базовим елементом для належного функціонування інституцій, включаючи уряди, ринки, бізнес, а також для суспільства в цілому". Окрім того було встановлено, що зміцнення соціальної довіри є не просто питанням корисності чи інструментальної цінності, а має фундаментальне значення для підтримання життєдіяльності суспільства.
Підзвітні інституції підтримують потік конструктивного капіталу і тим самим зменшують вплив корозійного капіталу.

#### Політична та економічна свобода
Динамічне розуміння свободи може підвищити обізнаність про ризики корозійного капіталу та сприяти створенню умов, що підтримують конструктивний капітал.
Концепція свободи, що ґрунтується на вродженій гідності, детально обґрунтована у Загальній декларації прав людини, прийнятій Генеральною Асамблеєю Організації Об'єднаних Націй у 1948 році. Вона містить багато пунктів, але найбільш значущими є: воля народу як основа влади уряду, право на володіння власністю тощо.
В цьому контексті важливим є взаємний розвиток прав людини на принципів демократичного врядування. Більш того, керівні принципи прав людини можуть трансформувати обов'язки підприємств. Принцип політичної та економічної свободи підтримує свободу та демократії, зобов’язує певним чином приватний сектор і покращує умови для розвитку конструктивного капіталу.

#### Соціальна та економічна інклюзія
Соціальна та економічна інтеграція заохочує залучення уряду, бізнесу та суспільства. Важливе значення мають ініціативи щодо різноманітності, справедливості та інклюзії (DEI), які трансформують лідерство, робочі місця та культуру в різних секторах.
Розробка політик повинна дедалі більше зосереджуватися на соціальній інтеграції, рівних можливостях, державних послугах, участі громадян, різноманітності та груповій легітимності. Приватний сектор відіграє вирішальну роль у просуванні соціальної та економічної інклюзії.

#### Ціннісно-орієнтований приватний сектор
Приватний сектор відіграє важливу роль у формуванні спільних цінностей та створенні прогресивної та підзвітної бізнес-культури.  Він враховує величезний спектр цінностей, роль лідерства та управління (культура як "корпоративний актив"), залучення стейкхолдерів ("спільні цінності" як споконвічна риса відповідальної ділової поведінки), довгострокову перспективу, підприємницьку спільноту ("З часом зміцнення управління та ринків може сприяти створенню сприятливої екосистеми законів, нормативних актів, культури та інституцій, які сприяють розвитку інноваційних підприємств, та створенню добробуту для ширшого прошарку суспільства"), а також довіру. Всі ці чинники сприяють зміцненню конструктивного капіталу.

## Конструктивний капітал в Україні
Станом на кінець 2023 року існує невелика кількість досліджень, які аналізують конструктивний капітал в певних країнах. Центр економічної стратегії вперше в Україні розробив концепцію українського конструктивного капіталу за підтримки CIPE. В ній була створена комплексна методологія для визначення типів капіталу в Україні, обраховані відсоткові співвідношення цих типів а також було проведено інтервʼю зі стейкхолдерами, а саме з керівниками/засновниками бізнесу, головами бізнес-асоціацій та полісімейкерами, задля отримання всебічного розуміння ситуації з конструктивним капіталом в Україні.

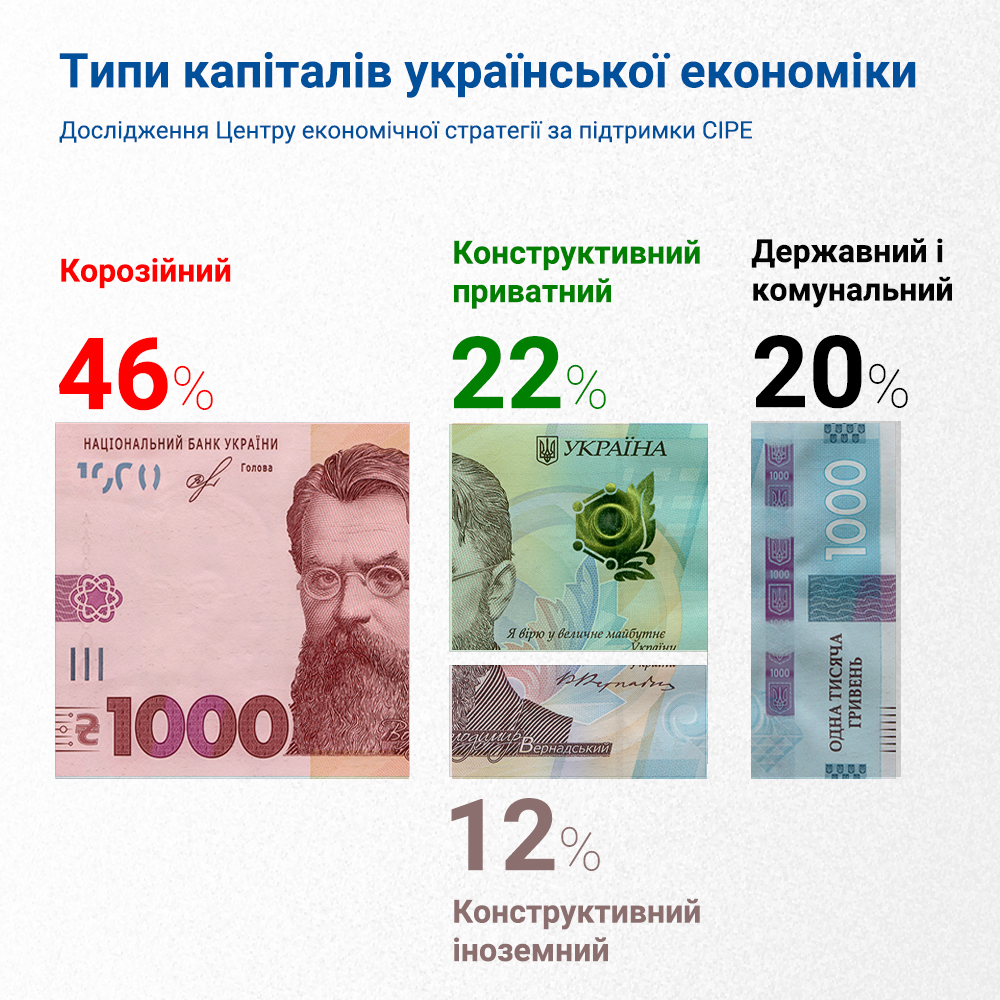
Конструктивний капітал в Україні

В дослідженні ЦЕС визначаються такі наступні типи капіталу в Україні:
- Іноземний капітал (конструктивний та корозійний);
- Публічний внутрішній капітал (державний та комунальний);
- Олігархічний капітал;
- Інший корозійний капітал;
- Приватний конструктивний капітал.

Також існують компанії, тип капіталу яких залишається невизначеним та потребує подальшого дослідження.
У результаті дослідження, було визначено, що приватний конструктивний капітал в Україні становить щонайменше 15%, але враховуючи ймовірний розподіл інших компаній, тип капіталу яких необхідно додатково дослідити, сукупна частка конструктивного капіталу в українській економіці може становити 20-25%.
При цьому корозійний капітал значно переважає над конструктивним, сукупна оцінка обсягу якого в Україні становить близько 46%. В його структурі в Україні переважає олігархічний капітал, який складає 21%; іноземний корозійний – 5% та інший корозійний – 20%.

## Інші дослідження
Також на тему конструктивного та корозійного капіталу представлені інші дослідження. Зокрема, в Україні Центр економічної стратегії розробив такі наступні аналітичні праці – Олігархічний український капітал, Російський економічний слід в Україні та Китайський економічний слід в Україні. Ці дослідження зосереджувались саме на окремих типах корозійного капіталу в Україні(олігархічний та іноземний), але від початку російського повномасштабного вторгнення в Україну, частка цих капіталів значно зменшилась.
Окрім того, існують інші дослідження конструктивного та корозійного капіталу – Китайський корозійний капітал в Хорватії, Китайський корозійний капітал в Словаччині та Чехії, Корозійний капітал на Західних Балканах, Російський корозійний капітал у Латвії, тощо.